# Horst Kant
Pour les articles homonymes, voir Kant (homonymie).
 (février 2023).
Si vous disposez d'ouvrages ou d'articles de référence ou si vous connaissez des sites web de qualité traitant du thème abordé ici, merci de compléter l'article en donnant les références utiles à sa vérifiabilité et en les liant à la section « Notes et références ».
En pratique : Quelles sources sont attendues ? Comment ajouter mes sources ?
Horst Kant, né le 22 mars 1946 à Berlin et mort le 25 décembre 2023, est un physicien et historien des sciences allemand.

## Biographie
Horst Kant étudie au lycée Heinrich-Hertz de Berlin de 1960 à 1964, après avoir obtenu son diplôme d'études secondaires, il étudié la physique à l'Université Humboldt de Berlin (HUB) jusqu'en 1969 et obtient son diplôme en physique. Il étudie ensuite la philosophie des sciences et l'histoire des sciences au HUB, où il obtient son doctorat en 1973 dans le domaine de l'histoire des sciences.
De 1973 à 1978, il travaille comme assistant scientifique et assistant principal au HUB, entre autres auprès de Joachim Auth (de), prorecteur pour les sciences naturelles et la technologie. En 1978, il rejoint l'Académie des sciences de la RDA et est chercheur associé au département d'histoire des sciences de l'Institut de théorie, d'histoire et d'organisation des sciences avec Hubert Laitko (de) jusqu'en 1991.
En 1978, avec Dieter Hoffmann (de), Kant fonde un groupe de travail sur l'histoire de la physique au sein de la Société de physique de la RDA (de), que Kant dirige jusqu'à la réunification en 1990.
Après la réunification allemande, il travaille au centre de recherche Histoire des sciences et théorie des sciences de la Société de promotion des nouveaux projets scientifiques mbH Berlin, depuis 1995 à l'Institut Max-Planck d'histoire des sciences à Berlin (directeur du département : Jürgen Renn). Il s'intéresse principalement à l'histoire des sciences naturelles aux XIXe et XXe siècles, en particulier l'histoire sociale, institutionnelle et personnelle, en particulier avec l'histoire ancienne de la radioactivité et de l'énergie nucléaire (Otto Hahn, Lise Meitner, Werner Heisenberg), l'histoire de la physique soviétique, l'histoire de la physique de Berlin et l'histoire des instituts de physique des Société Kaiser-Wilhelm/Société Max-Planck.
Depuis sa retraite en 2011, il continue à travailler en tant que chercheur invité à l'Institut Max-Planck pour l'histoire des sciences à Berlin. Horst Kant est marié; le couple a un fils.

## Adhésions
- Membre de la Société allemande de physique (DPG)
- Membre de la Société d'histoire des sciences, de la médecine et de la technologie (de) (GWMT)
- Membre de la Société pour la recherche scientifique (de) de Berlin
- depuis 2014 élu membre de la Société Leibniz des sciences de Berlin, ici depuis 2016 secrétaire adjoint de la classe des sciences naturelles et des sciences de l'ingénieur

## Publications (sélection)
- Gabriel Daniel Fahrenheit, René-Antoine Ferchault de Réaumur, Anders Celsius. Teubner 1984, DNB 850307074
- J. Robert Oppenheimer. Teubner 1985
- Alfred Nobel. 1983, 2. Auflage, Teubner 1986
- Abram Joffe – Vater der sowjetischen Physik. Teubner 1989
- Herausgeber: Fixpunkte – Wissenschaft in der Stadt und der Region. Festschrift für Hubert Laitko (de) anlässlich seines 60. Geburtstages. Verlag für Wissenschafts- und Regionalgeschichte, Berlin 1996 (mit einer Bibliographie S. 361–391),  (ISBN 3-929134-12-8).
- als Hrsg. mit anderen: Harenberg Lexikon der Nobelpreisträger. Alles Preisträger seit 1901. Ihre Leistungen, ihr Leben, ihre Wirkung. Harenberg Lexikon Verlag, Dortmund 1998.
- Beiträge Kernphysik, Festkörperphysik, Wärmelehre. In: Wolfgang Schreier (de) (Hrsg.): Geschichte der Physik. Ein Abriss. 2. Auflage 1991, Verlag für Geschichte der Naturwissenschaft und Technik 2002.
- Horst Kant, Annette Vogt (Hrsg.): Aus Wissenschaftsgeschichte und -theorie: Hubert Laitko zum 70. Geburtstag überreicht von Freunden, Kollegen und Schülern. Verlag für Wissenschafts- und Regionalgeschichte, Berlin 2005 (mit einer Bibliographie Laitkos von 1995-2004 auf S. 515–520),  (ISBN 3-929134-49-7). Online-Fassung der Festschrift, PDF, 7 MB
- Mitarbeit an Wer war wer in der DDR?[3]
- Bibliographie Horst Kant in http://www.wissenschaftsforschung.de/Jahrbuch2007.pdf (S. 231–248) und in http://pubman.mpdl.mpg.de/cone/persons/resource/persons194117
- Herausgeber (mit Carsten Reinhardt): 100 Jahre Kaiser-Wilhelm-/Max-Planck-Institut für Chemie (Otto-Hahn-Institut). Facetten seiner Geschichte. Veröffentlichungen aus dem Archiv der Max-Planck-Gesellschaft, Bd. 22. Berlin 2012,  (ISBN 978-3-927579-26-2).
- Otto Hahn und die Erklärungen von Mainau (1955) und Göttingen (1957). In: Vom atomaren Patt zu einer von Atomwaffen freien Welt. Zum Gedenken an Klaus Fuchs. Abhandlungen der Leibniz-Sozietät der Wissenschaften, Bd. 32. Hrsg. von Günter Flach (de) und Klaus Fuchs-Kittowski (de). trafo Wissenschaftsverlag, Berlin 2012, S. 183–197.
- Eine utopische Episode – Carl Friedrich von Weizsäcker in den Netzwerken der Max-Planck-Gesellschaft. In: Carl Friedrich von Weizsäcker: Physik – Philosophie – Friedensforschung. Hrsg. von Klaus Hentschel (de) und Dieter Hoffmann. Acta Historica Leopoldina Nr. 63. Wissenschaftliche Verlagsgesellschaft, Stuttgart 2014, S. 213–242 (mit Jürgen Renn).
- Stationen der Kaiser-Wilhelm-/ Max-Planck-Gesellschaft. In: „Dem Anwenden muss das Erkennen vorausgehen“. Auf dem Weg zu einer Geschichte der Kaiser-Wilhelm-/Max-Planck-Gesellschaft. Hrsg. von Dieter Hoffmann, Brigit Kolboske, Jürgen Renn. Max Planck Research Library for the History and Development of Knowledge, Proceedings 6. Edition Open Access 2015 (2., erw. Aufl.), S. 5–120, (mit Jürgen Renn, Birgit Kolboske).
- Die Entdeckung der Kernenergie – Fluch oder Segen? Einige wissenschaftshistorische Betrachtungen. In: Vera Keiser (Hrsg.): Radiochemie, Fleiß und Intuition. Neue Forschungen zu Otto Hahn. Diepholz/Berlin, GNT-Verlag 2018, S. 395–432.
- Gerhard Banse (de), Horst Kant (Hrsg.): Disziplinäres & Interdisziplinäres – Historisches & Systematisches. Kolloquien zu Ehren von Lutz-Günther Fleischer (de), Herbert Hörz (de), Hans-Jürgen Treder (de) & Siegfried Wollgast (de). Sitzungsberichte der Leibniz-Sozietät der Wissenschaften zu Berlin, Band 139/140, Jahrgang 2019. trafo Wissenschaftsverlag Dr. Wolfgang Weist, Berlin 2019,  (ISBN 978-3-86464-176-3).